# Waldstädte
Las cuatro Waldstädte (que puede traducirse con villas del bosque) del Alto Rin (que no deben confundirse con las Waldstätten) son las villas de:
- Rheinfelden (actualmente en el cantón suizo de Argovia), a la que habría que incluir el núcleo homónimo de Rheinfelden situado en el estado federado alemán de Baden-Wurtemberg (que no fue urbanizado antes de 1800).
- Bad Säckingen (actualmente en Alemania).
- Laufenburg (actualmente en el cantón suizo de Argovia) a la que habría que incluir el núcleo homónimo de Laufenburg, situado en la actualidad en el estado federado alemán de Baden-Wurtemberg.
- Waldshut (actualmente en Alemania) con la sede del Waldvogteiamt (que puede traducirse como Oficina de la Bailía del bosque).

La denominación viene de la época cuando el territorio de la Austria Anterior, controlado por los Habsburgo, se extendía a través de la Selva Negra hasta Sundgau y Brisgovia y las cuatro villas, desde la perspectiva de la madre patria, estaban ubicadas en la transición a la Selva Negra. La sede principal era Ensisheim.